# يوليو 2007
يوليو 2007 هو الشهر السابع من عام 2006، بدأ يوم الأحد، وأنتهى يوم الثلاثاء، وأمتد لواحد وثلاثين يومًا

## بوابة:أحداث جارية
| \| 3 يوليو 2007 (الثلاثاء) \| عدل \| تاريخ \| راقب \| تصفح \| |     |       |      |      |
| - صالح يتوقع الانتحاري غير يمني وإسبانيا تجلي ضحاياها (الجزيرة) - ثلاثة قتلى باشتبكات المسجد الأحمر بإسلام آباد (الجزيرة) - ارتفاع منسوب المياه ينذر بكارثة غير مسبوقة في السودان (الجزيرة) - هنية يدعو محرومي الرواتب لمواصلة الاحتجاج (الجزيرة) |     |       |      |      |
| 3 يوليو 2007 (الثلاثاء) | عدل | تاريخ | راقب | تصفح |

| \| 4 يوليو 2007 (الأربعاء) \| عدل \| تاريخ \| راقب \| تصفح \| |     |       |      |      |
| - القبض على إمام المسجد الأحمر أثناء محاولته الهرب متخفيا ببرقع (بي بي سي) - إطلاق سراح مراسل بي بي سي في غزة الآن جونستون (بي بي سي) - روسيا تلوح بصواريخ بحدود بولندا لمواجهة الدرع الأميركي (الجزيرة) - فصائل فلسطينية ترفض استبدال كرم أبو سالم من معبر رفح (الجزيرة) - السعودية تدعو دول الخليج لتوحيد مواقفها حيال العراق (الجزيرة) - قمة غانا تواصل مناقشاتها بشأن الوحدة الأفريقية (الجزيرة) - الادعاء الأميركي يتجه للمطالبة بإعدام مرتكب مجزرة المحمودية (الجزيرة) |     |       |      |      |
| 4 يوليو 2007 (الأربعاء) | عدل | تاريخ | راقب | تصفح |

| \| 5 يوليو 2007 (الخميس) \| عدل \| تاريخ \| راقب \| تصفح \| |     |       |      |      |
| - مقتل 17 بانفجار سيارة مفخخة ومداهمات بمدينة الصدر-(سي إن إن) - إسرائيل تقتل 8 فلسطينيين وتجرح صحفيا وسط غزة-(سي إن إن) - جون هاورد نافيا ما قاله وزير الدفاع الأسترالي: لسنا في العراق من أجل النفط (بي بي سي) - جونستون يقابل عباس في الضفة (بي بي سي) - اكتشاف قبر جماعي يعود لفترة الثمانينات في أفغانستان (بي بي سي) - نائب إمام المسجد الأحمر يعلن استعداده للاستسلام (الجزيرة) - المحكمة الدستورية التركية تقر انتخاب الشعب للرئيس أحمد نجدت سيزر (الجزيرة) - إسرائيل تفرج عن أربعة أسرى أردنيين (الجزيرة) - منتجع سوتشي الروسي يستضيف الأولمبياد الشتوي 2014 (الجزيرة) |     |       |      |      |
| 5 يوليو 2007 (الخميس) | عدل | تاريخ | راقب | تصفح |

| \| 8 يوليو 2007 (الأحد) \| عدل \| تاريخ \| راقب \| تصفح \| |     |       |      |      |
| - مشرف يهدد وحكومته تعتبر قضية المسجد الأحمر أزمة رهائن (الجزيرة) - مصر توقف أربعين أفريقياً حاولوا العبور إلى إسرائيل (الجزيرة) - 117 قتلى و265 جريحاً بانفجار شاحنة ملغومة بآمرلي بالعراق-(سي إن إن) - تفاقم معاناة العالقين برفح وإعلان تنظيم جديد بغزة (الجزيرة) - الاعلان عن قائمة عجائب الدنيا السبع الجديدة ومن بينها آثار البتراء بالأردن (بي بي سي) |     |       |      |      |
| 8 يوليو 2007 (الأحد) | عدل | تاريخ | راقب | تصفح |

| \| 9 يوليو 2007 (الإثنين) \| عدل \| تاريخ \| راقب \| تصفح \| |     |       |      |      |
| - مقتل سبعة مدنيين برصاص القوات الحكومية بمقديشو (الجزيرة) - الإفراج عن الطفلة البريطانية المخطوفة في نيجيريا (الجزيرة) - شهيد بجنين وحماس تنتقد الانتقائية في الأسرى (الجزيرة) - القوات الباكستانية تحكم سيطرتها على المسجد الأحمر (الجزيرة) - فيدرير يفوز بويمبلدون للعام الخامس على التوالي (بي بي سي) - الأرجنتين تهزم بيرو 4-صفر وتتأهل لقبل نهائي كأس أمريكا الجنوبية (رويترز) |     |       |      |      |
| 9 يوليو 2007 (الإثنين) | عدل | تاريخ | راقب | تصفح |

| \| 10 يوليو 2007 (الثلاثاء) \| عدل \| تاريخ \| راقب \| تصفح \| |     |       |      |      |
| - استمرار محادثات المسجد الأحمر بباكستان دون بوادر انفراج (الجزيرة) - موسى التقى الأسد وشدد على مواصلة حل أزمة لبنان (الجزيرة) - البنتاغون لا يتوقع أي نجاح في التقرير حول استراتيجية العراق الجديدة-(سي إن إن) - موريتانيا تخمد تمردا بالسجن الرئيسي في نواكشوط وترجئ محاكمة إسلاميين (الجزيرة) - مسلمو البوسنة يحيون الذكرى الـ12 لمجزرة سريبرينيتسا (الجزيرة) - الأرجنتين والمكسيك في قبل نهائي كوبا أمريكا (بي بي سي) |     |       |      |      |
| 10 يوليو 2007 (الثلاثاء) | عدل | تاريخ | راقب | تصفح |

| \| 11 يوليو 2007 (الأربعاء) \| عدل \| تاريخ \| راقب \| تصفح \| |     |       |      |      |
| - باكستان تعلن إخماد تمرد المسجد الأحمر وقتل قائده عبد الرشيد غازي (الجزيرة) - الفيضانات تقتل 20 بالسودان وتأهب في المناطق المنكوبة (الجزيرة) - الرئيس الفلسطيني محمود عباس يتهم حماس بإدخال القاعدة إلى غزة وإسماعيل هنية يرد (الجزيرة) |     |       |      |      |
| 11 يوليو 2007 (الأربعاء) | عدل | تاريخ | راقب | تصفح |

| \| 13 يوليو 2007 (الجمعة) \| عدل \| تاريخ \| راقب \| تصفح \| |     |       |      |      |
| - سيرج براميرتس رئيس لجنة التحقيق الدولية باغتيال رئيس الوزراء اللبناني الأسبق رفيق الحريري يرجح دوافع سياسية للاغتيال (الجزيرة) - مجلس النواب الأميركي يتبنى قانونا لسحب القوات من العراق (الجزيرة) - عشرات القتلى بالعراق والقوات الأميركية تشتبك مع جيش المهدي (الجزيرة) - كوريا الشمالية تهدد بوقف تفكيك برنامجها النووي وتدعو لاجتماع مع مسؤولين عسكريين أميركيين (الجزيرة) |     |       |      |      |
| 13 يوليو 2007 (الجمعة) | عدل | تاريخ | راقب | تصفح |

| \| 14 يوليو 2007 (السبت) \| عدل \| تاريخ \| راقب \| تصفح \| |     |       |      |      |
| - مقتل 8 جنود باكستانيين بهجوم انتحاري بالمناطق القبلية (الجزيرة) - قوات التحالف تعلن مقتل عناصر من طالبان جنوب أفغانستان (الجزيرة) - روسيا تنسحب من معاهدة تحد من انتشار القوات بأوروبا (بي بي سي) - فرنسا ترعى لقاء حواريا لبنانيا قرب باريس (بي بي سي) - وصول مراقبي الوكالة الذرية إلى بيونج يانج (بي بي سي) - روبرت غيتس يتهم عناصر بالشرطة العراقية بالطائفية (الجزيرة) - اشتباكات متقطعة بنهر البارد والجيش اللبناني يتوعد فتح الإسلام (الجزيرة) |     |       |      |      |
| 14 يوليو 2007 (السبت) | عدل | تاريخ | راقب | تصفح |

| \| 15 يوليو 2007 (الأحد) \| عدل \| تاريخ \| راقب \| تصفح \| |     |       |      |      |
| - عشرات القتلى في تفجيرين انتحاريين جديدين بباكستان والقبائل تنهي الهدنة مع الحكومة (الجزيرة) - تحطم طائرة أميركية و10 قتلى بمفخخة بالكرادة (الجزيرة) - كتائب الأقصى تتعهد بوقف مهاجمة إسرائيل وسحب السلاح (الجزيرة) - منظمة العفو الدولية تدين محاكمة إخوان مصر ورمزي كلارك ينضم لفريق الدفاع (الجزيرة) - الأطراف اللبنانية في باريس تتفق على استئناف الحوار (بي بي سي) - وسطاء دوليون يبحثون في ليبيا دفع جهود السلام في دارفور (رويترز) - شيمون بيريز يتولى رئاسة إسرائيل (بي بي سي) |     |       |      |      |
| 15 يوليو 2007 (الأحد) | عدل | تاريخ | راقب | تصفح |

| \| 20 يوليو 2007 (الجمعة) \| عدل \| تاريخ \| راقب \| تصفح \| |     |       |      |      |
| - احمدي نجاد يلتقي بالرئيس السوري بشار الأسد وحسن نصر الله في دمشق (رويترز) - بوش يرفض إرسال قوات أميركية بشكل منفرد لدارفور (الجزيرة) - مقتل ثلاثة عسكريين بريطانيين في هجوم بقذيفة مورتر في العراق (رويترز) - اشتباكات مسلحة في المربع الأخير بمخيم نهر البارد (الجزيرة) - اللجنة الرباعية الدولية تجتمع وواشنطن ترفض توسيع مهمة توني بلير (الجزيرة) - ارتفاع ضحايا فيضانات السودان إلى 60 قتيلا (الجزيرة) - بوش يرفض إرسال قوات أميركية بشكل منفرد لدارفور (الجزيرة) |     |       |      |      |
| 20 يوليو 2007 (الجمعة) | عدل | تاريخ | راقب | تصفح |

| \| 24 يوليو 2007 (الثلاثاء) \| عدل \| تاريخ \| راقب \| تصفح \| |     |       |      |      |
| - ليبيا تعيد الممرضات البلغاريات الخمس والطبيب الفلسطيني المدانين باصابة مئات الاطفال الليبيين بفيروس الإيدز إلى بلغاريا بعد التوقيع على اتفاق تعاون مع الاتحاد الأوروبي. (رويترز) - انتهاء المهلة الثالثة لطالبان وتعثر جهود تحرير الرهائن الكوريين. (الجزيرة) - متشددون من فتح الإسلام يقتلون ثلاثة جنود لبنانيين في معركة مخيم نهر البارد. (رويترز) - مفتشو الوكالة الذرية يتفقدون مفاعلا إيرانيا الأسبوع القادم. (الجزيرة) |     |       |      |      |
| 24 يوليو 2007 (الثلاثاء) | عدل | تاريخ | راقب | تصفح |

| \| 29 يوليو 2007 (الأحد) \| عدل \| تاريخ \| راقب \| تصفح \| |     |       |      |      |
| - الأسباني ألبرتو كونتادور يفوز بسباق فرنسا للدراجات (رويترز) - منتخب العراق لكرة القدم يفوز بكأس الأمم الآسيوية بعد تغلبه على المنتخب السعودي بنتيجة 1-0 (الجزيرة) - الحكومة الأفغانية تطالب بالإفراج عن الكوريات وطالبان تتشبث بمطالبها (الجزيرة) - مئات الفلسطينيين العالقين بدؤوا العودة لقطاع غزة باتفاق بين السلطة وإسرائيل (الجزيرة) - الحكومة الأردنية تقيل وزيري الصحة والمياه بسبب مشكلة تلوث المياه (رويترز) |     |       |      |      |
| 29 يوليو 2007 (الأحد) | عدل | تاريخ | راقب | تصفح |

بوابة:أحداث جارية/يوليو 2007/تقويم
| أحداث جارية |
| --- |
| - أزمة الدين الحكومي اليوناني - جائحة فيروس كورونا 2019–20 - التدخل العسكري الروسي في أوكرانيا - التدخل العسكري الروسي في سوريا - الحرب الأهلية السورية - الهجوم على شمال غرب سوريا (2024) - الحرب الأهلية السودانية 2023 - عملية طوفان الأقصى - الحرب الفلسطينية الإسرائيلية (الخط الزمني) - صراع حزب الله وإسرائيل (2023–الآن) - - أزمة البحر الأحمر - الهجمات على القواعد الأمريكية في العراق وسوريا 2023 - الأزمة الإنسانية في غزة (2023 – الآن) تفاصيل أكثر النزاعات الجارية أدناه |

| وفيات حديثة |
| --- |
| - 13 مايو: حلمي محمد القاعود - 13 مايو: بوبي فرانكلين (لاعب كرة قدم أمريكية) - 13 مايو: شريف ليلة - 13 مايو: خوزيه موخيكا - 14 مايو: أديب قدورة - 15 مايو: برونو فرانشيسكيتي - 15 مايو: لويجي ألفا - 15 مايو: ياسين البكالي - 15 مايو: موفق محمد - 15 مايو: جلان إدوارد روجرز - 16 مايو: بيتر لاكس - 16 مايو: إيمانويل كونديه - 16 مايو: شون دنيس - 16 مايو: جايسون كونتي - 16 مايو: برايان غلانفيل - 16 مايو: دونكان كامبل - 17 مايو: كوركيس إسماعيل - 17 مايو: علي القزق - [[وفيات #\|]]: زكريا السنوار - 18 مايو: عزيز الحجار |

| نزاعات جارية |
| --- |
| - التدخل العسكري الدولي ضد تنظيم الدولة الإسلامية (داعش) - الكاميرون - الحرب الأهلية الكاميرونية - جمهورية إفريقيا الوسطى - حرب جمهورية إفريقيا الوسطى الأهلية (2012–الآن) - جمهورية الكونغو الديموقراطية - تمرد القوات الديمقراطية المتحالفة - صراع كيفو - الحرب الأهلية الأثيوبية (2018-حاليا) - صراع أمهرة [الإنجليزية] - موزمبيق - التمرد الإسلاموي في موزمبيق - نيجيريا - تمرد بوكو حرام - التمرد الإسلامي في الساحل - تمرد الجهاديين في بوركينا فاسو · حرب مالي - الحرب الأهلية الصومالية - الحرب في الصومال (2009–الآن) - السودان - الحرب الأهلية السودانية 2023 - النزاع في أفغانستان - النزاع بين طالبان والدولة الإسلامية في أفغانستان - صراع بنجشير - الهند - التمرد في جامو وكشمير - العصيان الماوي-الناكسالي - إندونيسيا - أزمة بابوا - الصراع الداخلي في ميانمار - الحرب الأهلية في ميانمار (2021-الحاضر) - باكستان - صراع بلوشستان - عصيان خيبر بختونخوا - الصراع الأهلي في الفلبين - التمرد الشيوعي في الفلبين - الحرب الروسية الأوكرانية - الغزو الروسي لأوكرانيا 2022 - صراع العراق (2003–الآن) - التمرد العراقي (2017–الآن) - صراع إسرائيل وغزة - الحرب الفلسطينية الإسرائيلية 2023 - هجمات الحوثيين على إسرائيل (2023 - 2024) - الحرب الأهلية السورية - التدخل الأجنبي في الحرب الأهلية السورية - تركيا - الولايات المتحدة - اليمن - الحرب الأهلية اليمنية (2014–الآن) - التدخل العسكري في اليمن |